# Divertor
Ein Divertor ist eine Vorrichtung in Fusionsreaktoren, die das Fusionsplasma vom Fusionsprodukt Helium-4 und von Verunreinigungen befreit. Divertoren können in ringförmigen Fusionsreaktoren der Bauarten Tokamak und Stellarator eingesetzt werden.

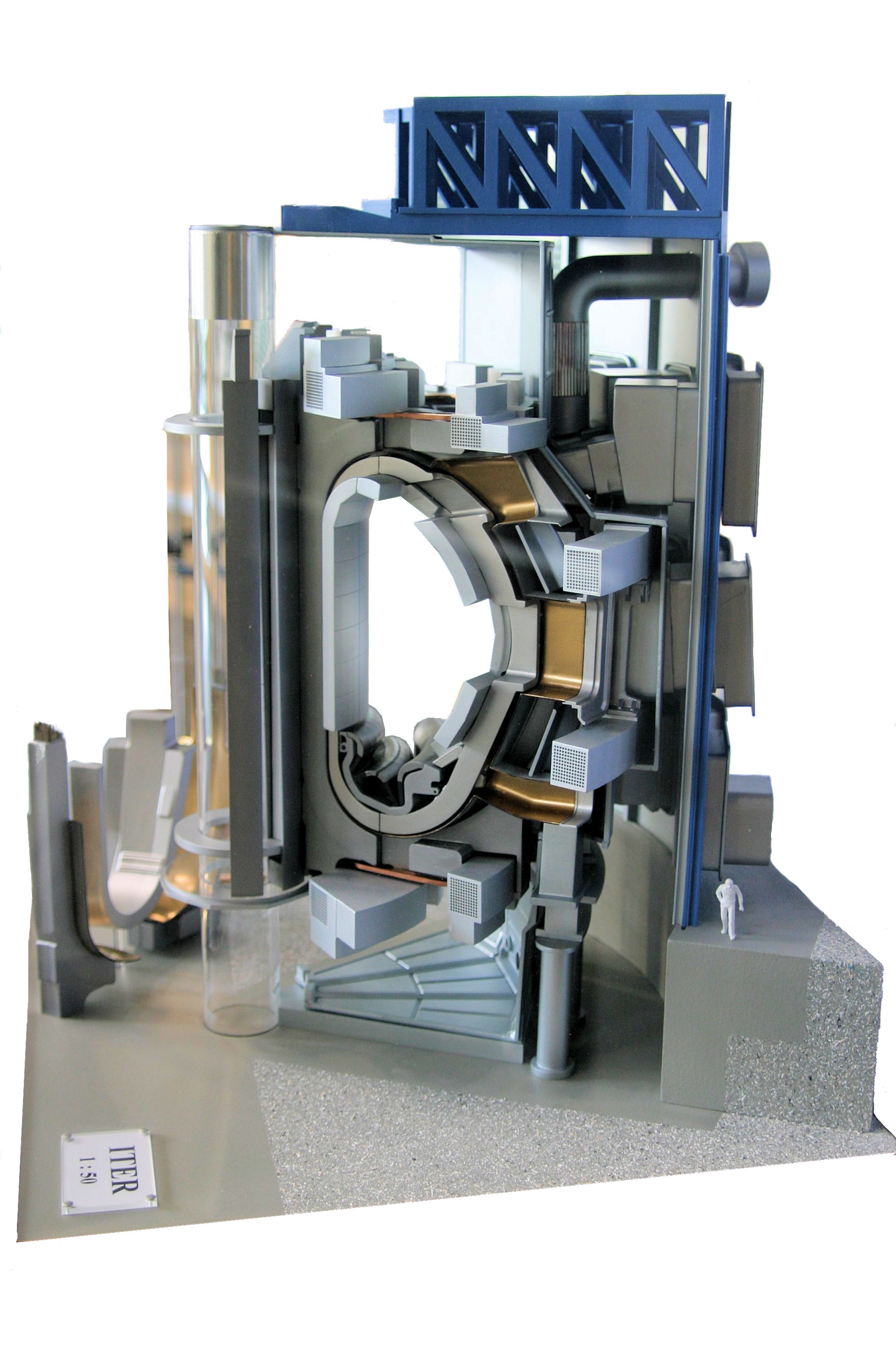
Divertorkassette in einem Modell des Tokamaks ITER, am unteren Ende des D-förmigen Plasmagefäß-Querschnitts

## Funktionsweise
Um eine kontinuierliche Fusion aufrechtzuerhalten, müssen während des Betriebes das Fusionsprodukt Helium-4 sowie unvermeidlich aus dem Wandmaterial herausgelöste Verunreinigungen (s. Sputtern) aus dem Fusionsplasma entfernt werden. Da das Plasma aus vollständig ionisierten Atomkernen besteht (Elektronenhüllen haben sie nicht mehr), trägt jeder der Kerne so viele positive elektrische Elementarladungen, wie seiner Ordnungszahl entspricht. Somit haben die bei der Fusion entstehenden Helium-4-Kerne die doppelte Ladung von Wasserstoff-, Deuterium- und Tritiumkernen, und beispielsweise ein Eisenkern die 26-fache Ladung. Durch geeignete zusätzliche Magnetfelder werden alle Kerne mit mehr als einer Elementarladung aus dem Plasma heraus auf gekühlte Prallplatten des Divertors gelenkt. Dort verlieren sie ihre Energie und können dadurch Elektronen einfangen, also zu neutralen Atomen werden; diese werden durch Vakuumpumpen aus dem Plasmagefäß entfernt. Die leichten Kerne verbleiben trotz dieser Zusatzmagnete im Plasma.
Die Prallplatten sind durch den Aufprall der Teilchen einer hohen Wärmebelastung ausgesetzt (zusätzlich zu der Belastung aller plasmanahen Teile durch die schnellen Neutronen). Als Material kommen dafür Metalle mit hohem Schmelzpunkt wie Molybdän und Wolfram, aber auch Graphit in Betracht. Auch Verbundmaterialien aus diesen Elementen werden erprobt. Die genaue Formgebung der Platten ist wichtig, damit nur die Verunreinigungen aus dem Plasmastrom abgesondert werden.
Der Divertor muss zudem modular aufgebaut sein, um seine Teile bei Bedarf leicht austauschen zu können. Wegen der Strahlung der aktivierten Teile müssten Reparaturen und Wartungsarbeiten nach Inbetriebnahme ferngesteuert ausgeführt werden.

## Entwicklungsgeschichte

### Der Limiter
In früheren Versuchsanlagen wurde versucht, das Plasma lediglich mit dem so genannten Limiter („Begrenzer“) einzugrenzen und alle Teilchen, die sich hinter der letzten geschlossenen Magnetfläche befinden, einzufangen. Der Limiter besteht aus Platten, die je nach gewünschter Plasmagrenze mehr oder weniger weit in den Reaktorraum hineinragen. Er ist so ausgelegt, dass die an ihm freigesetzte Wärmeleistung problemlos aufgenommen werden kann. Jedoch zeigte sich, dass die auf Grund der hohen Belastung aus dem Limiter selbst herausgelösten Atome (z. B. Eisen, Nickel, Chrom, Sauerstoff) zu starken Energieverlusten im Plasma führten, welche sich in Form von abgestrahltem Licht bemerkbar machten.

### Der magnetische Limiter
Erfolgversprechender waren Versuche mit einem Limiter basierend auf Magnetfeldern, welche den Kontakt des Plasmas mit der umgebenden Wand vermeiden. Dabei wird versucht, das Gebiet des „guten“ Plasmas (mit nur geringer Verunreinigung) vom äußeren Gebiet durch eine spezielle Formgebung des Magnetfelds zu trennen. Die Trennung (Separation) erfolgt an der einhüllenden Fläche, in der die äußersten geschlossenen Magnetfeldlinien verlaufen, der „Separatrix“. Da die meisten Verunreinigungen an der Wand selbst entstehen, werden sie durch die offenen Feldlinien außerhalb der Separatrix wieder auf die Wand zurück gelenkt und dringen nicht in das Plasma ein. Wegen der speziellen Formgebung der Magnetfelder, die eine Begrenzung des Plasmas bewirkt, nennt man dies einen „magnetischen Limiter“. Da bei diesem Verfahren ein unmittelbarer Kontakt des Plasmas mit der Wand vermieden wird, können der Plasmarand und damit auch das Plasma viel heißer sein. Die damit einhergehende Verbesserung des magnetischen Einschlusses wurde in vielen Experimenten nachgewiesen.

### Der Divertor
Die besten Ergebnisse bezüglich Einschlusszeit und Sauberkeit des Plasmas erhält man jedoch mit Divertoren. Hierbei werden entstehende Verunreinigungen nicht einfach auf die Wand zurückbefördert, sondern kontrolliert auf speziell ausgerüstete Platten gelenkt. Das bei der Neutralisation an den so genannten Divertorplatten entstehende Neutralgas, welches gegenüber dem Plasmahauptstrom einen höheren Druck aufweist, wird durch Divertorpumpen aus der Reaktorkammer befördert. Auf Grund der überzeugenden Ergebnisse bzgl. Energieeinschlusszeit und Sauberkeit des Plasmas bei ASDEX (Axialsymmetrisches Divertorexperiment) und ASDEX Upgrade werden zukünftige Fusionsreaktoren (ITER, DEMO, Wendelstein 7-X) mit Divertoren ausgerüstet. Dabei wird die grundsätzliche funktionale Anwendung der Divertoren von der Bauart der Fusionsreaktoren abhängen.

#### Der Divertor im Tokamak
1981 wurde mit Hilfe von Experimenten an ASDEX die erste Divertoranordnung (Divertor I) in einem Tokamak erfolgreich getestet. Dabei fand man einen Plasmazustand mit sehr guter Wärmeisolation, das so genannte H-Regime (High Confinement Regime). Dieser Entladungsvorgang ist bis heute noch die Grundoption zukünftiger Fusionsreaktoren. Nach und nach wurden bei allen Reaktoren der Bauart Tokamak (ITER, JET, ASDEX, ASDEX Upgrade usw.) Divertoren eingesetzt. Bei all diesen Versuchsreaktoren sind die Divertorplatten im gesamten Reaktorraum ringsymmetrisch am Boden angeordnet. Mit Hilfe von speziellen Magnetfeldern wird das Plasma von Verunreinigungen abgegrenzt und die „Fusionsasche“ (Helium-4) mit den Verunreinigungen auf die Divertorplatten gelenkt. Unter kraftwerksähnlichen Bedingungen bringen die sehr stark gebündelten verunreinigten Plasmateilchen eine enorm hohe Wärmebelastung der Platten mit sich. Es wird versucht, durch verschiedene Konzepte diese Wärmeleistung zu handhaben. Eines dieser Konzepte beruht auf der gezielten Verunreinigung im Randbereich der Fusionskammer durch das Einblasen des Edelgases Neon. Im Randbereich verliert so das noch sehr heiße Plasma einen Teil seiner Energie und gibt sie an die Neon-Atome weiter, welche infolgedessen Licht im Ultraviolett- oder Röntgenbereich emittieren. Anders als im Inneren des Plasmas, wo diese Abkühlung vermieden werden müsste, verringert sie hier im Randbereich die auf die Divertorplatten auftreffende Leistung.
Ein weiteres Konzept beruht auf einer verbesserten geometrischen Anordnung der Prallplatten. Es wird versucht, das beim Auftreffen der Ionen entstehende Neutralgas so zu leiten, dass es einen Teil der Energie des nachfolgenden Plasmas absorbiert. Experimente zeigten, dass die Prallplatten spürbar entlastet wurden. Verunreinigungen konnten so gelenkt werden, dass sie sich im Divertorbereich konzentrierten und nicht ins Innere abdrifteten. Dieser sogenannte „Divertor II“ wurde erstmals im Sommer 1996 in ASDEX Upgrade eingebaut und im Herbst 2000 als „Divertor II b“ so modifiziert, dass eine erhöhte „Dreieckigkeit“ des Plasmas erreicht wurde. Dieses Verfahren kann die Divertorplatten weiter entlasten. Außerdem wurden verschiedene Divertor-Materialien getestet, die den Leistungs-, Teilchen- und Wärmeflüssen unter zukünftigen Kraftwerksbedingungen standhalten sollen. Dabei erwies sich eine Wolframbeschichtung der Divertorplatten ebenso wie an der inneren Wand des Reaktors wegen ihrer thermischen und mechanischen Eigenschaften dem bisher verwendeten Graphit als überlegen.

#### Der Divertor im Stellarator
1994 wurden erste Vorstudien zu einem Stellarator-Divertor bei Wendelstein 7-AS in Angriff genommen. Die in früheren Stellaratoren wie auch beim Tokamak eingesetzten Limiterziegel aus Graphit waren bei hohen Heizleistungen und langen Entladungen (Dauerbetrieb des Stellarators) unvermeidlich überhitzt worden. Auch hier wurde daher auf magnetische Felder zurückgegriffen, um das beim Fusionsprozess entstehende Helium-4 und die Verunreinigungen auf Prallplatten zu führen und den inneren Teil des Plasmas durch die Separatrix vom äußeren Teil abzugrenzen. Beim Stellarator muss kein zusätzliches Divertormagnetfeld erzeugt werden, da in seinem nicht axialsymmetrischen Feld „magnetische Inseln“ existieren. Zur besseren Steuerung der Plasma-Wand-Wechselwirkung durch die Separatrix wurden an den Positionen dieser magnetischen Inseln die Divertor-Module installiert. Wie beim Tokamak trifft das abzuführende, verunreinigte Plasma auf die Prallplatten und kann dort durch die Divertorpumpen abgeführt werden. Mehrere Experimente zeigten bereits weitgehend stationäre Plasmaentladungen über lange Energie- und Teilcheneinschlusszeiten bei sehr hoher Plasmadichte und maximaler Heizleistung.

## Aktuelle Forschung
Da die Divertorplatten zu den thermisch am höchsten belasteten Bauteilen in einem Fusionsreaktor gehören (ca. 17 % der Fusionsleistung, das entspricht Spitzenbelastungen von ca. 15 bis 20 MW/m²), liegt das Hauptaugenmerk der aktuellen (2021) Forschung auf der Optimierung der geometrischen Anordnung der Divertormodule. Hierbei wird versucht, die dynamischen Eigenschaften des auftreffenden Plasmas und des entstehenden Neutralgases so auszunutzen, dass die auf die Divertorplatten auftreffende Leistung pro Fläche verringert wird. Im Jahr 2022 soll dazu in ASDEX Upgrade ein Divertor in einer sogenannten Snowflake-Konfiguration eingebaut werden, die den abzuführenden Wärmefluss verzweigt, und somit auf eine größere Fläche verteilt. Des Weiteren müssen die Divertormodule so ausgelegt werden, dass sie durch Roboter ausgewechselt werden können, um die Strahlenbelastung des Personals, besonders in zukünftigen Leistungsreaktoren, gering zu halten.